# Aeropuerto de Milán-Bresso
El aeropuerto de Milán-Bresso (en italiano: Aeroporto G. Clerici di Milano-Bresso) es un aeropuerto civil destinado a vuelos de aviación general, situado cerca de Milán, en el territorio de la comuna de Bresso. En él tienen su sede el Aeroclub de Milán y el Aeroclub de Bresso.

## Historia
El aeropuerto fue creado pocos años antes de la Primera Guerra Mundial, cuando la Società Italiana Ernesto Breda comenzó a fabricar aviones militares, necesitando por tanto una pista de aterrizaje.
Durante ambas guerras mundiales, el aeropuerto constituyó el principal centro de defensa del área de Milán.
El aeropuerto cobró importancia estratégica cuando durante el período de entreguerras, la Regia Aeronautica instaló una escuela de vuelo militar y tres alas de cazas encargados de la defensa de Milán.
En el año 1917 comenzó a utilizarse como aeropuerto civil, y en 1960 fue transferido al Aeroclub de Milán. El uso del aeropuerto por parte de la Aeronautica Militare finalizó en el 1998 cuando fue transferida la última escuadrilla de helicópteros. En octubre de 1980 ocurrió un accidente aéreo cuando un avión se estrelló durante el aterrizaje en una zona verde. En el accidente murieron dos niños, su madre y su hermana resultaron gravemente heridas y el piloto ileso.